# Distrito de Pinneberg
El Distrito de Pinneberg (en alemán: Kreis Pinneberg) es un distrito (Kreis) de Alemania perteneciente al estado federal de Schleswig-Holstein. Es pequeño en superficie pero altamente poblado. El distrito pertenece a la Región Metropolitana de Hamburgo y posee su capital en la ciudad de Pinneberg.

## Geografía

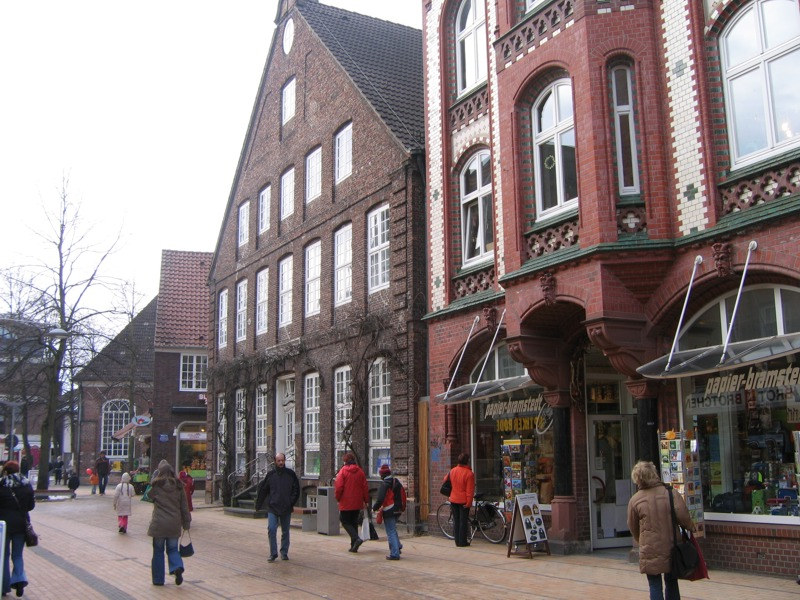
Casa de Elmshorn.

El Kreis Pinneberg se ubica al sudoeste del estado federal y limita al oeste y este con el distrito de Steinburg, al este limita con el distrito de Segeberg, al sudeste con la comarca de Hamburgo y al sudoeste con el distrito del estado federal de Baja Sajonia denominada Stade. La única isla que posee el territorio del distrito es Heligoland, que está adscrita al mismo desde el año 1932.

## Geología
El territorio del distrito cae en la zona del Elbmarsch (llanura del río Elba). Una especialidad geológica en el terreno de este distrito es el Liether Kalkgrube (espacio protegido) en Klein Nordende: son unas afloraciones de sal y cal del periodo Pérmico en el que se pueden encontrar numerosos fósiles. 

## Composición del distrito
(Habitantes a 30 de septiembre de 2005)
| Municipios/ciudades | Municipios/ciudades | Municipios/ciudades |
| --- | --- | ------------------- |
| - 1. Barmstedt, Ciudad (10.283) - 2. Elmshorn, Ciudad (49.206) - 3. Halstenbek (17.530) - 4. Heligoland (1.399) - 5. Pinneberg, Ciudad (41.289) - 6. Quickborn, Ciudad (20.281) | - 7. Rellingen (14.307) - 8. Schenefeld, Ciudad (19.168) - 9. Tornesch, Ciudad (13.319) - 10. Uetersen, Ciudad(17.871) - 11. Wedel, Ciudad (31.875) |                     |

Unión de municipios/ciudades
| - 1. Amt Elmshorn-Land [Sitz: Elmshorn] 1. Klein Nordende (3.034) 2. Klein Offenseth-Sparrieshoop (2.998) 3. Kölln-Reisiek (3228) 4. Raa-Besenbek (580) 5. Seester (974) 6. Seestermühe (896) 7. Seeth-Ekholt (847) - 2. Amt Haseldorf 1. Haselau (1.052) 2. Haseldorf * (1.774) 3. Hetlingen (1.342) - 3. Amt Hörnerkirchen 1. Bokel (616) 2. Brande-Hörnerkirchen * (1.618) 3. Osterhorn (432) 4. Westerhorn (1.340) | - 4. Amt Moorrege 1. Appen (4846) 2. Groß Nordende (806) 3. Heidgraben (2.719) 4. Heist (2.847) 5. Holm (3.221) 6. Moorrege * (4.335) 7. Neuendeich (524) - 5. Amt Pinnau 1. Bönningstedt * (4.547) 2. Borstel-Hohenraden (2.402) 3. Ellerbek (4.131) 4. Hasloh (3.550) 5. Kummerfeld (2.281) 6. Prisdorf (2.327) 7. Tangstedt (2.247) | - 6. Amt Rantzau [Sitz: Barmstedt] 1. Bevern (605) 2. Bilsen (805) 3. Bokholt-Hanredder (1.232) 4. Bullenkuhlen (349) 5. Ellerhoop (1.434) 6. Groß Offenseth-Aspern (414) 7. Heede (742) 8. Hemdingen (1.671) 9. Langeln (594) 10. Lutzhorn (812) |